# Ledinica
Ledinica je naselje v Občini Žiri.